# Icones florae germanicae et helveticae
Icones florae germanicae et helveticae (abreviado Icon. Fl. Germ. Helv.) es un libro con ilustraciones y descripciones botánicas que fue escrito por el ornitólogo, botánico, pteridólogo y conocido orquideólogo alemán Heinrich Gustav Reichenbach y publicado en 25 volúmenes en los años 1837-1838.